# Mnesithea laevis
Mnesithea laevis är en gräsart som först beskrevs av Anders Jahan Retzius, och fick sitt nu gällande namn av Carl Sigismund Kunth. Mnesithea laevis ingår i släktet Mnesithea och familjen gräs. Utöver nominatformen finns också underarten M. l. chenii.